# Stigmella tristis
Stigmella tristis là một loài bướm đêm thuộc họ Nepticulidae. Nó là loài đặc hữu của Fennoscandia.
Sải cánh dài 4–5 mm.
Ấu trùng ăn Betula nana. The mine the leaves of their host plant.